# Tyler (Londen)
Tyler is een historisch merk van motorfietsen.
Tyler Apparatus Co. Ltd., later Metro-Tyler en Metro-Tyler Co. Ltd., London (1913-1923).
Klein Engels merk dat motorfietsen met 198 cc Precision- en 269 cc Villiers-blokken maakte. In 1919 ging men samenwerken met Metro waardoor het merk Metro-Tyler ontstond.
- Er was nog een merk met deze naam, zie Tyler (Australië)